# 刚果共和国（利奥波德维尔）
刚果共和国（法語：République du Congo），通常作刚果共和国（利奥波德维尔），简称刚果（利）（Congo-Léopoldville），是非洲中部曾經存在的一個國家，現剛果民主共和國的前身，首都利奥波德维尔（今名金沙萨）。
1960年，比屬剛果獨立以後，曾於1960年至1966年期間使用「剛果共和國」這個國名，與鄰國同名。為避免混淆，以首都名字作為區別，分別稱為刚果共和国（利奥波德维尔）和刚果共和国（布拉柴维尔），简称刚果（利）、刚果（布），這兩國後來加入聯合國時使用的簡稱。
1964年，刚果（利）的國名變更為剛果民主共和國。1966年，利奥波德维尔更名為金沙萨，此國的簡稱改為刚果（金）。蒙博托掌權後，於1971年將國名更改為薩伊。1997年，國名改回剛果民主共和國。
這一時期也被稱為第一次剛果共和國時期。

## 政變
在經歷了五年的極端不穩定和內亂之後，時任中將的蒙博托在1965年中央情報局支持的政變中推翻了卡薩武布。他對共產主義的堅決反對得到了美國的支持。蒙博托宣布自己為未來五年的總統，並表示他需要這麼長時間才能消除政客們在該國獨立頭五年所造成的損害。 然而兩年後，他成立了革命人民運動，成為該國唯一的合法政黨。1970年，他成為該國第一次總統直選的唯一候選人。兩週後的立法機關選舉選出人士皆為革命人民运动成員。此時，剛果民主共和國政權實際上已經終結。一年後，蒙博托正式將國家名稱改為扎伊爾。

## 國旗與國徽

國徽 (1960–1963)

國旗 (1960–1963)
國旗 (1966–1971)

- 國徽
(1960–1963)

## 資料
- Kanza, Thomas R.  expanded. Rochester, Vermont: Schenkman Books, Inc. 1994. ISBN 978-0-87073-901-9.
- Merriam, Alan P. . Evanston, Illinois: Northwestern University Press. 1961. OCLC 424186.

## 延伸閱讀
- Frank R. Villafaña, Cold War in the Congo: The Confrontation of Cuban Military Forces, 1960–1967. Piscataway, NJ: Transaction Publishers, 2012.